# Supercopa do Brasil de 1991
Supercopa do Brasil de 1991 foi a segunda edição do torneio. Uma competição brasileira de futebol, organizada pela Confederação Brasileira de Futebol (CBF) que reuniu as equipes campeãs do Campeonato Brasileiro e da Copa do Brasil do ano anterior. A competição foi decidida em um jogo único, disputado em 27 de janeiro, no Estádio do Morumbi, em São Paulo.

## Participantes
| Clube       | Cidade         | Classificação                                       | Participação |
| ----------- | -------------- | --------------------------------------------------- | ------------ |
| Corinthians | São Paulo      | Campeão do Campeonato Brasileiro de Futebol de 1990 | 1°           |
| Flamengo    | Rio de Janeiro | Campeão da Copa do Brasil de Futebol de 1990        | 1°           |

## Partida
| 27 de janeiro | Corinthians | 1 – 0 | Flamengo | Estádio do Morumbi, São Paulo                                |
| (UTC−3)       | Neto 70'    |       |          | Público: 2 706 Renda: Cr$ 2.885.000,00 Árbitro: José Mocelin |

| G                 | Ronaldo      | Ronaldo      |                 | G                    | Zé Carlos            | Zé Carlos            |
| LD                | Giba         | Giba         |                 | LD                   | Ailton               | Ailton               |
| Z                 | Marcelo      | Marcelo      |                 | Z                    | Adilson              | Adilson              |
| Z                 | Guinei       | Guinei       |                 | Z                    | Rogério              | Rogério              |
| LE                | Jacenir      | Jacenir      |                 | LE                   | Piá                  | Piá                  |
| VOL               | Márcio       | Márcio       |                 | VOL                  | Uidemar              | Uidemar              |
| M                 | Tupãzinho    | Tupãzinho    | Substituído     | LE                   | Júnior               | Júnior               |
| A                 | Neto         | Neto         |                 | M                    | Marcelinho Carioca   | Marcelinho Carioca   |
| PD                | Fabinho      | Fabinho      |                 | PD                   | Alcindo              | Alcindo              |
| A                 | Paulo Sérgio | Paulo Sérgio |                 | A                    | Nélio                | Nélio                |
| PE                | Mauro        | Mauro        | Substituído     | M                    | Zinho                | Zinho                |
| Substitutos       | Substitutos  | Substitutos  |                 | Treinador:           | Treinador:           | Treinador:           |
| LD                | Édson        | Édson        | Entrou em campo | Vanderlei Luxemburgo | Vanderlei Luxemburgo | Vanderlei Luxemburgo |
| VOL               | Ezequiel     | Ezequiel     | Entrou em campo |                      |                      |                      |
| Treinador:        |              |              |                 |                      |                      |                      |
| Nelsinho Baptista |              |              |                 |                      |                      |                      |

## Premiação
| Supercopa do Brasil de 1991      |
| São Paulo                        |
| -------------------------------- |
| Corinthians Campeão (1.º título) |